# Zawadzkie (gmina)
Zawadzkie – gmina miejsko-wiejska w województwie opolskim, w powiecie strzeleckim. W latach 1975–1998 gmina położona była w województwie opolskim. W wyniku kolejnej reformy administracyjno-samorządowej kraju, gmina Zawadzkie od 1 stycznia 1999 roku nadal mieści się w granicach województwa opolskiego.
Siedziba gminy to Zawadzkie.
Według danych z 30 czerwca 2004 gminę zamieszkiwało 13 036 osób.

## Struktura powierzchni
Według danych z roku 2002 gmina Zawadzkie ma obszar 82,24 km², w tym:
- użytki rolne: 29%
- użytki leśne: 62%

Gmina stanowi 11,05% powierzchni powiatu.

## Demografia

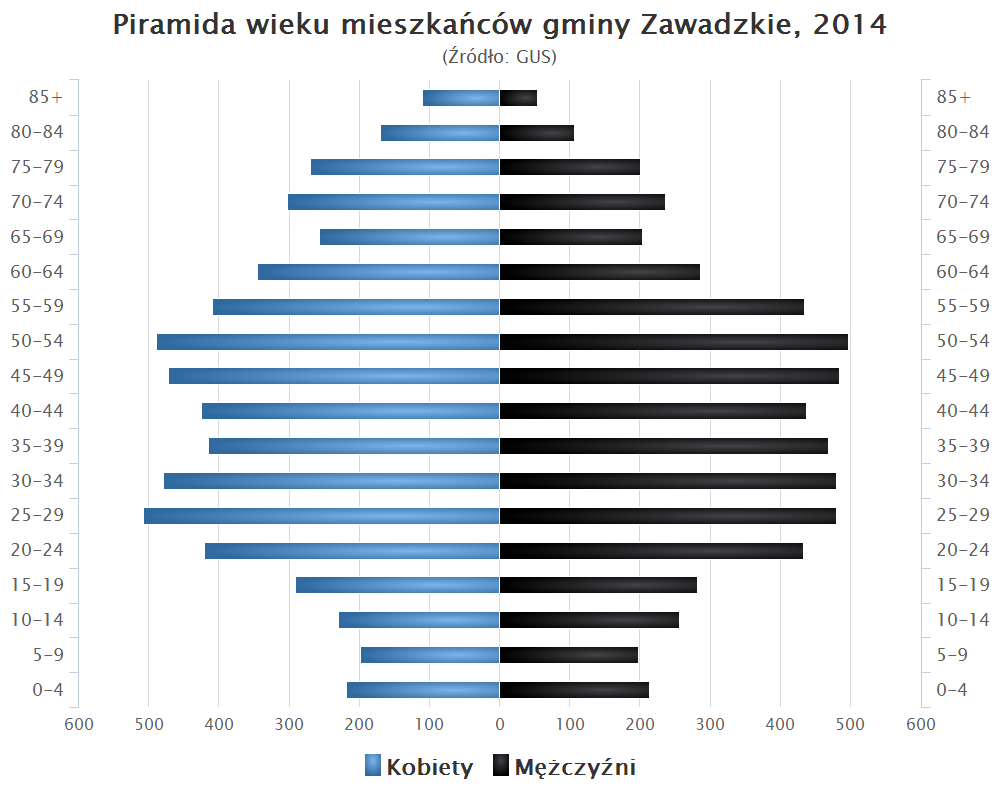
Piramida wieku mieszkańców gminy Zawadzkie w 2014 roku

Dane z 30 czerwca 2004:
| Opis                              | Ogółem | Ogółem | Kobiety | Kobiety | Mężczyźni | Mężczyźni |
| --------------------------------- | ------ | ------ | ------- | ------- | --------- | --------- |
| jednostka                         | osób   | %      | osób    | %       | osób      | %         |
| populacja                         | 13 036 | 100    | 6616    | 50,8    | 6420      | 49,2      |
| gęstość zaludnienia (mieszk./km²) | 158,5  | 158,5  | 80,4    | 80,4    | 78,1      | 78,1      |

## Sąsiednie gminy
Dobrodzień, Jemielnica, Kolonowskie, Krupski Młyn, Pawonków, Wielowieś